# Stefan Weinerhall
Stefan Esbjörn Weinerhall född 12 maj 1976 i Högby församling, Östergötlands län, är grundaren och frontmannen i det splittrade Mithotyn och power metal-bandet Falconer, båda från hans hemkommun Mjölby. Han spelar gitarr i Falconer och är den som skriver all musik och alla texter. Genom nästan hela sin tid i både Mithotyn och Falconer har han haft med sig trummisen Karsten Larsson.